# دوریسان
 دوریسان، قبلا روستا و حالا محله ای در شهر پاوه است.
قدمت این روستا به بیش از ۳۵۰۰ سال برمیگردد.
معنی نام دوریسان، دوری از خان است، در قدیم مردم این منطقه به خان ها اهمیت چندانی نمی‌گذاشتند و تا میتوانستند از خان ها دوری میکردند.

## جمعیت
این روستا در دهستان شمشیر قرار دارد و براساس سرشماری مرکز آمار ایران در سال ۱۳۹۵، جمعیت آن ۳۵۰۰ نفر (۱۶۲۰ خانوار) بوده‌است.
جمعیت دوریسان با وجود کوچکی ظاهری آن، ترکیبی از چند طایفه و خاندان بزرگ است که به صورت خانوادگی در این منطقه زندگی کرده‌اند. اگرچه آمار رسمی دقیق از جمعیت فعلی آن منتشر نشده، اما در منابع محلی و شفاهی، تعداد خانوارهای دوریسان بین ۸۰ تا ۱۵۰ خانوار تخمین زده می‌شود. اهالی این منطقه به زبان کردی (هورامی یا سورانی) سخن می‌گویند و به مذهب سنی شافعی پایبندند. کشاورزی، دامداری، باغداری و علوم دینی از جمله محورهای اصلی زندگی و فرهنگ آن‌هاست.

## محصولات و میوه‌ها
محصولات کشاورزی روستای دوریسان شامل گردو، انار، توت، انگور، انجیر، سیب، گیلاس، هلو، آلوچه، شاه توت و سایر میوه‌ها و صیفی جات می‌باشد.

## نگارخانه

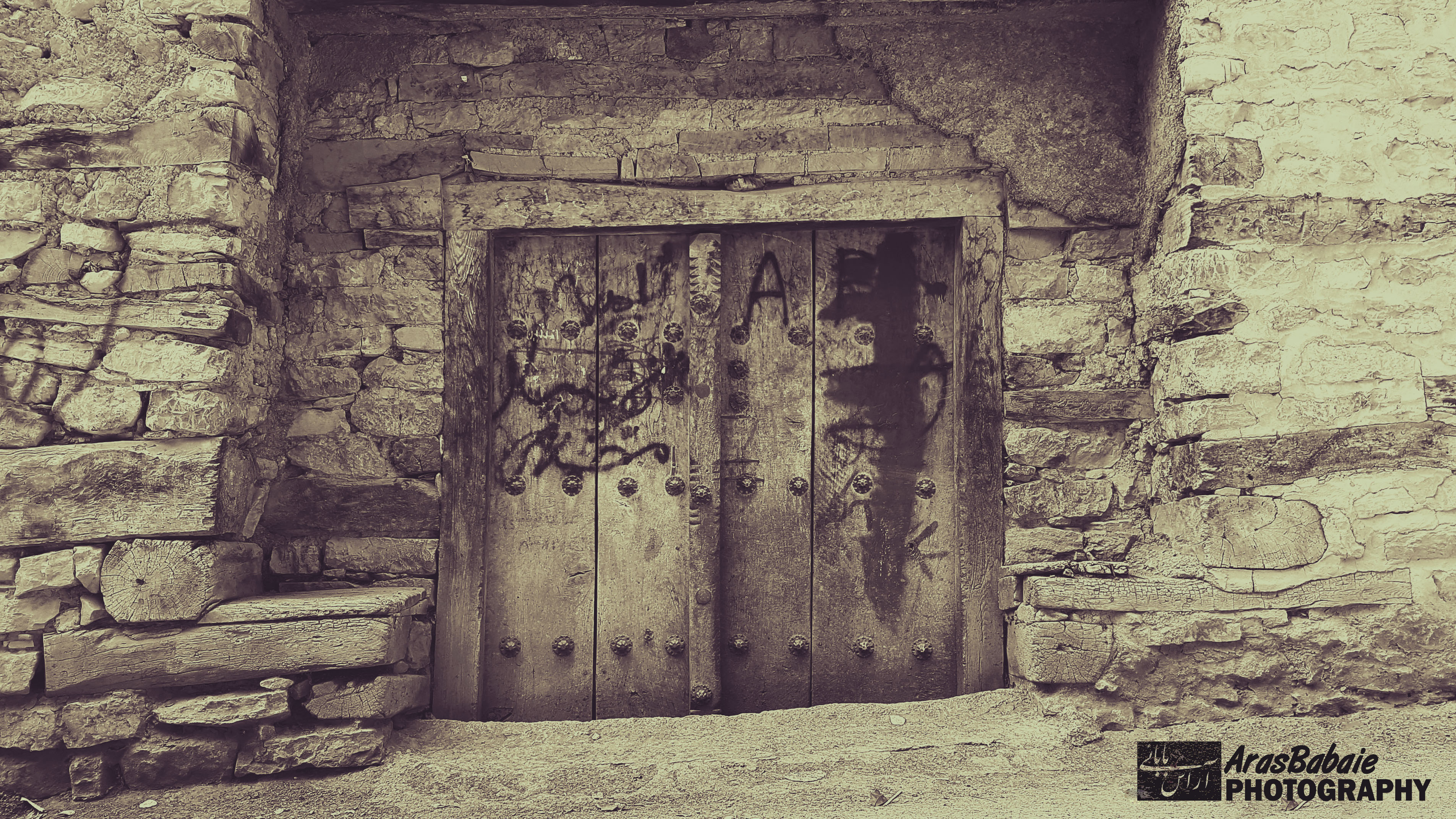
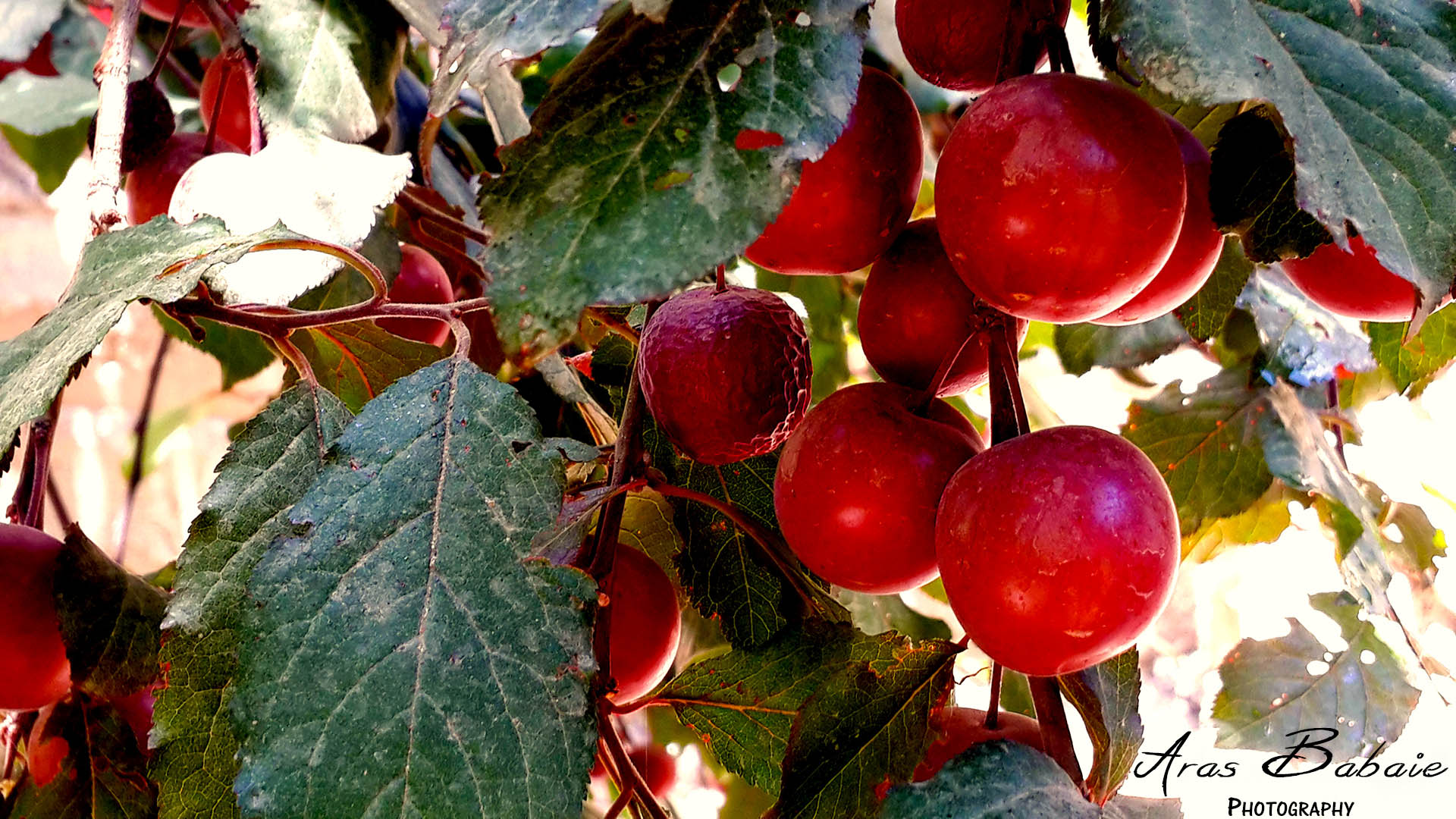
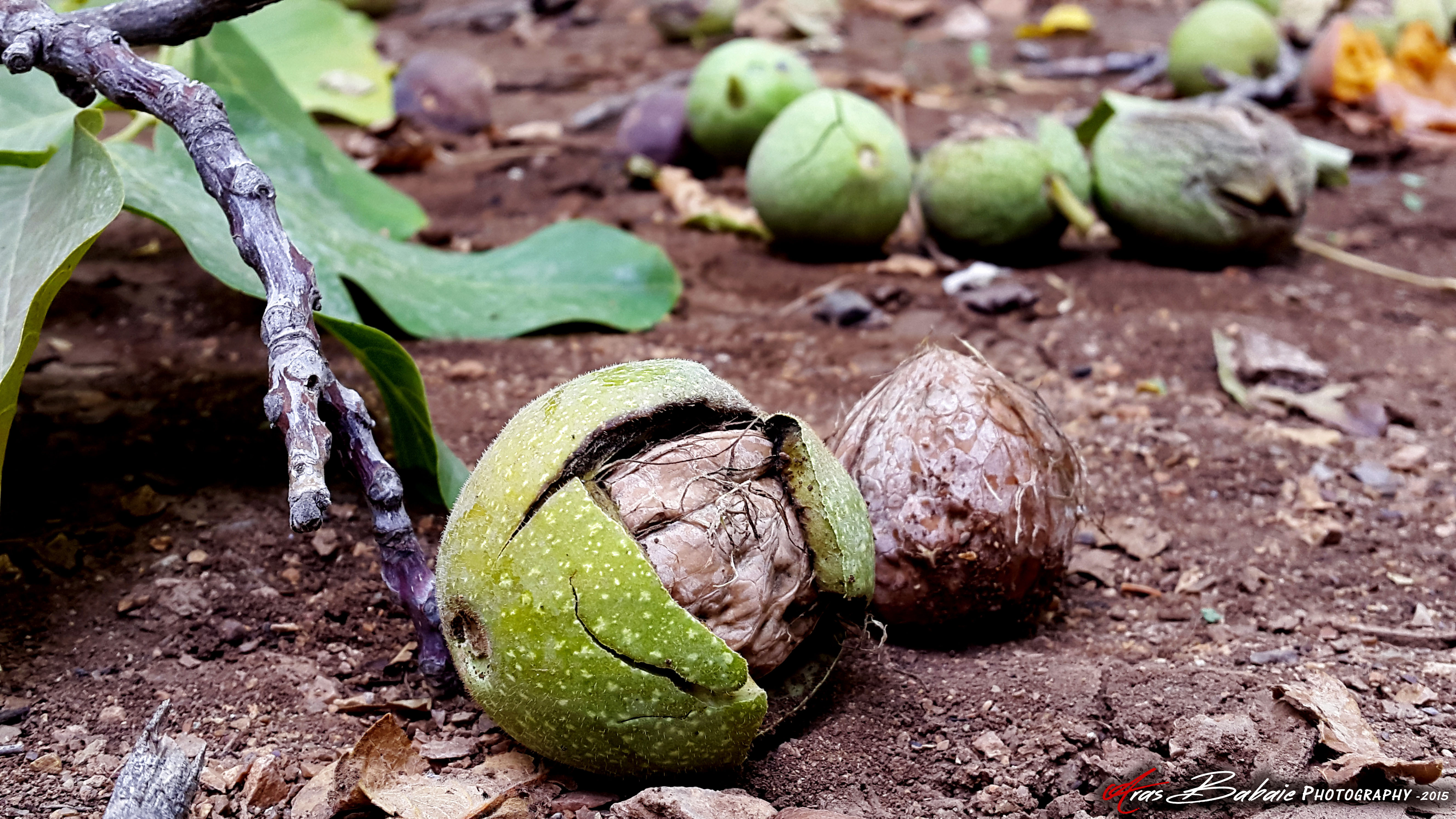
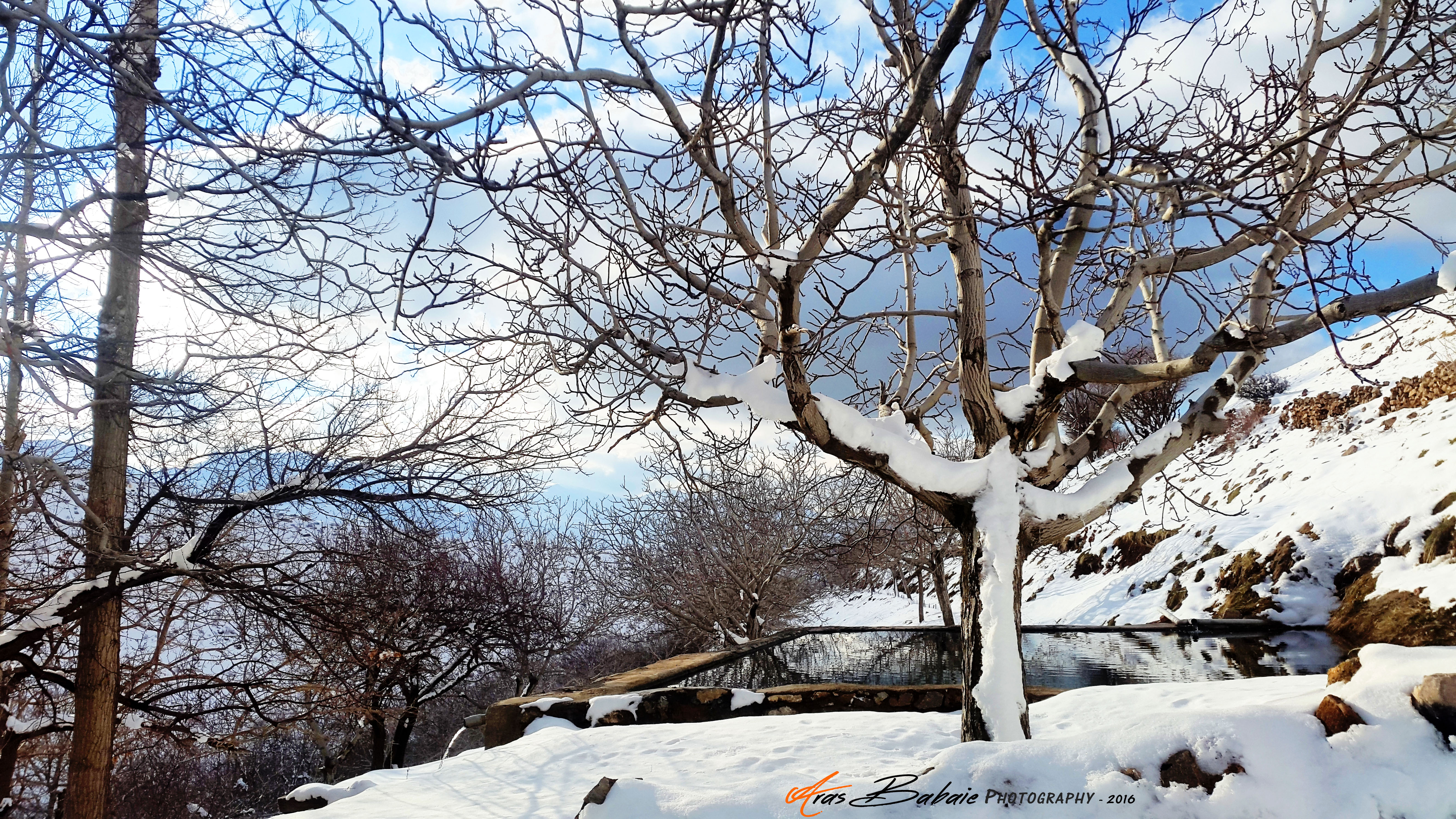
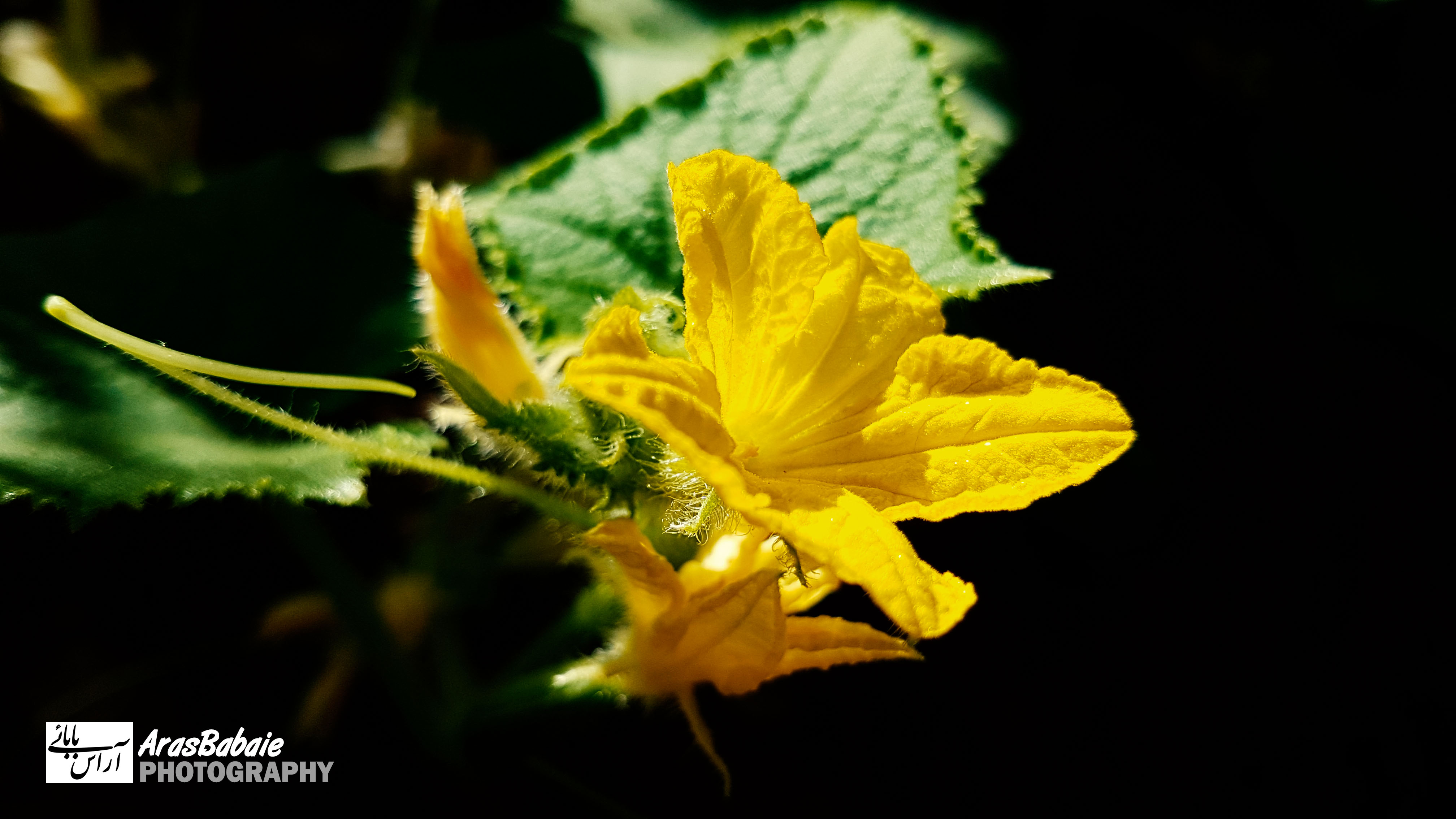
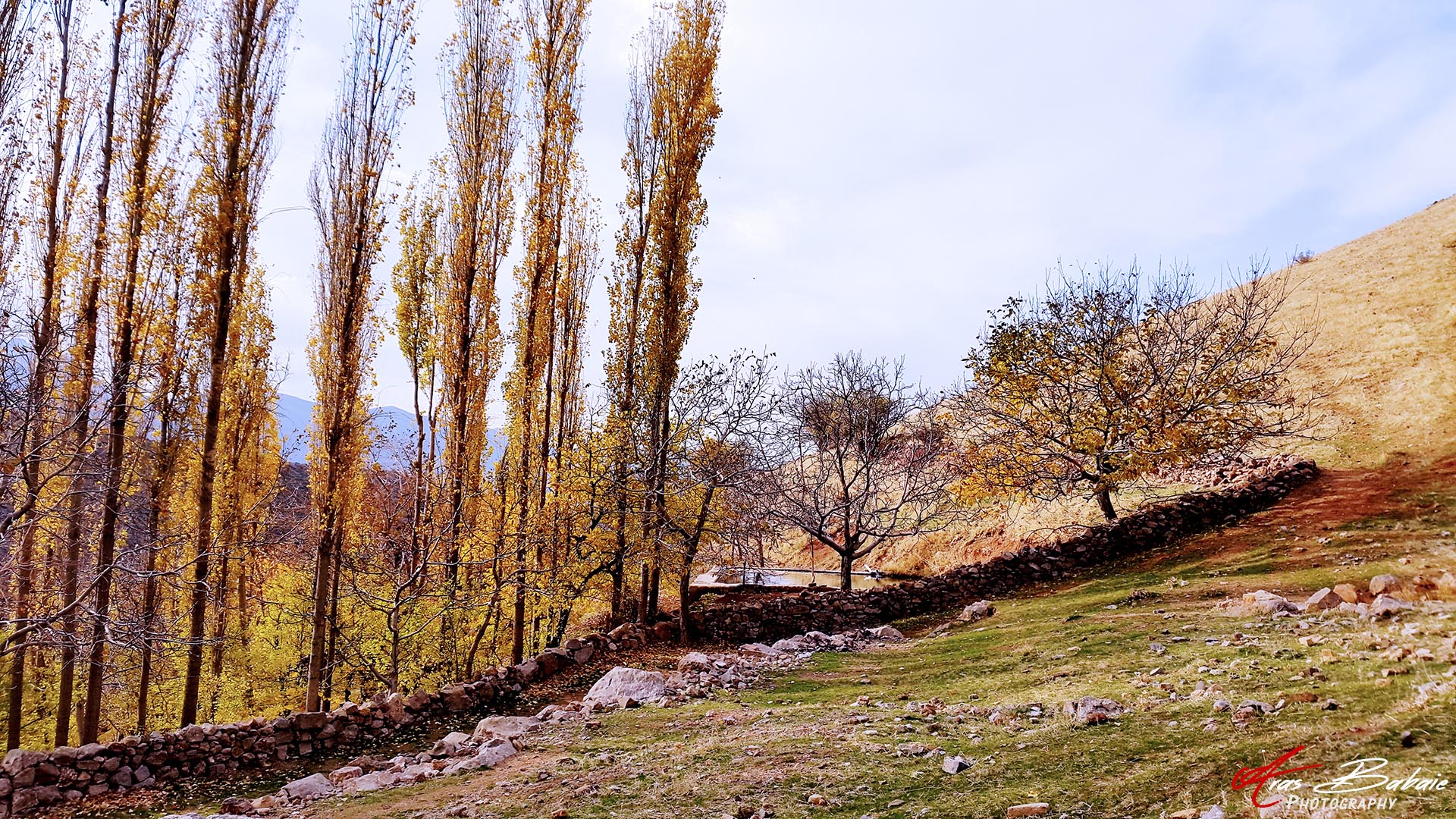
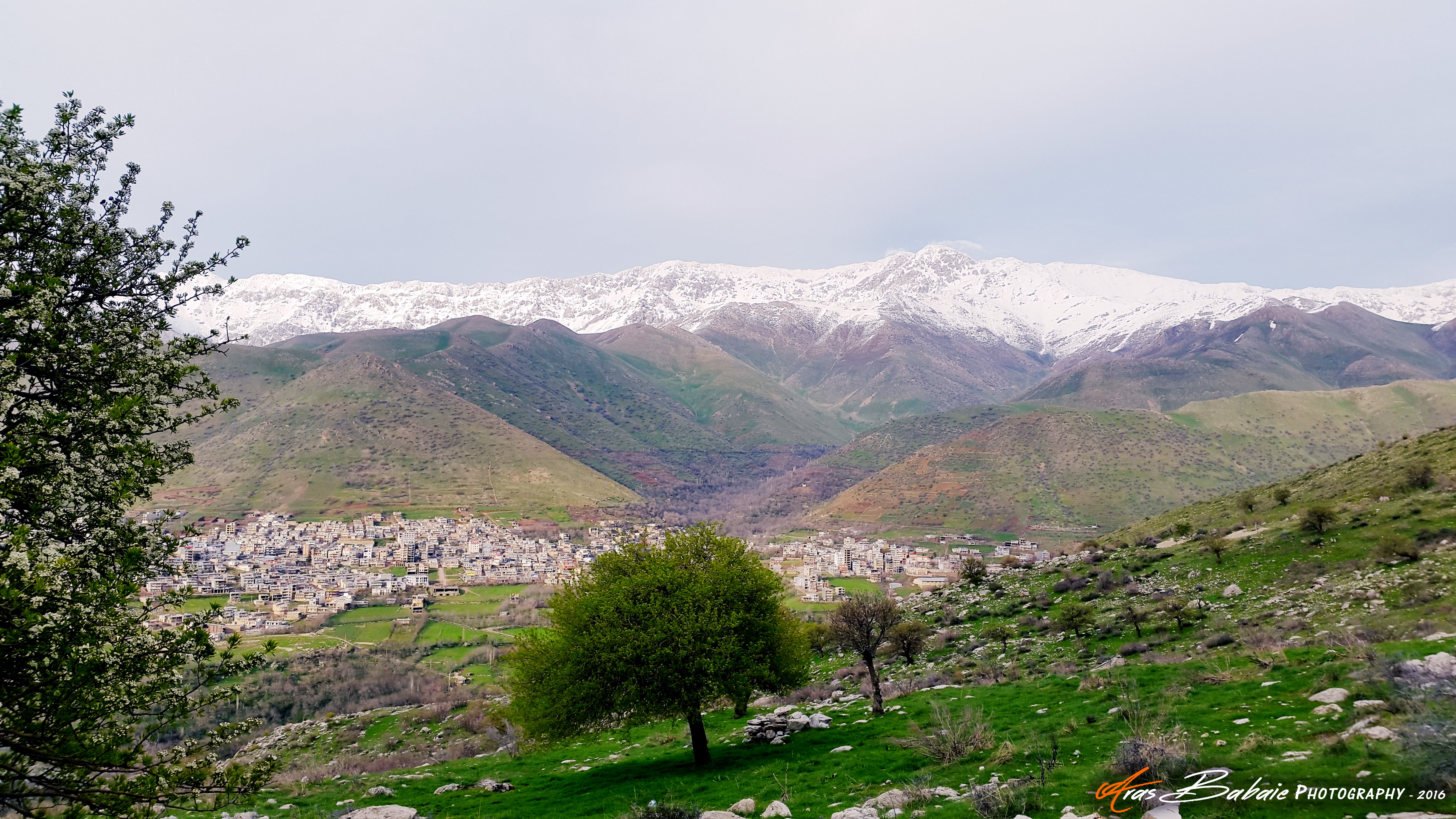
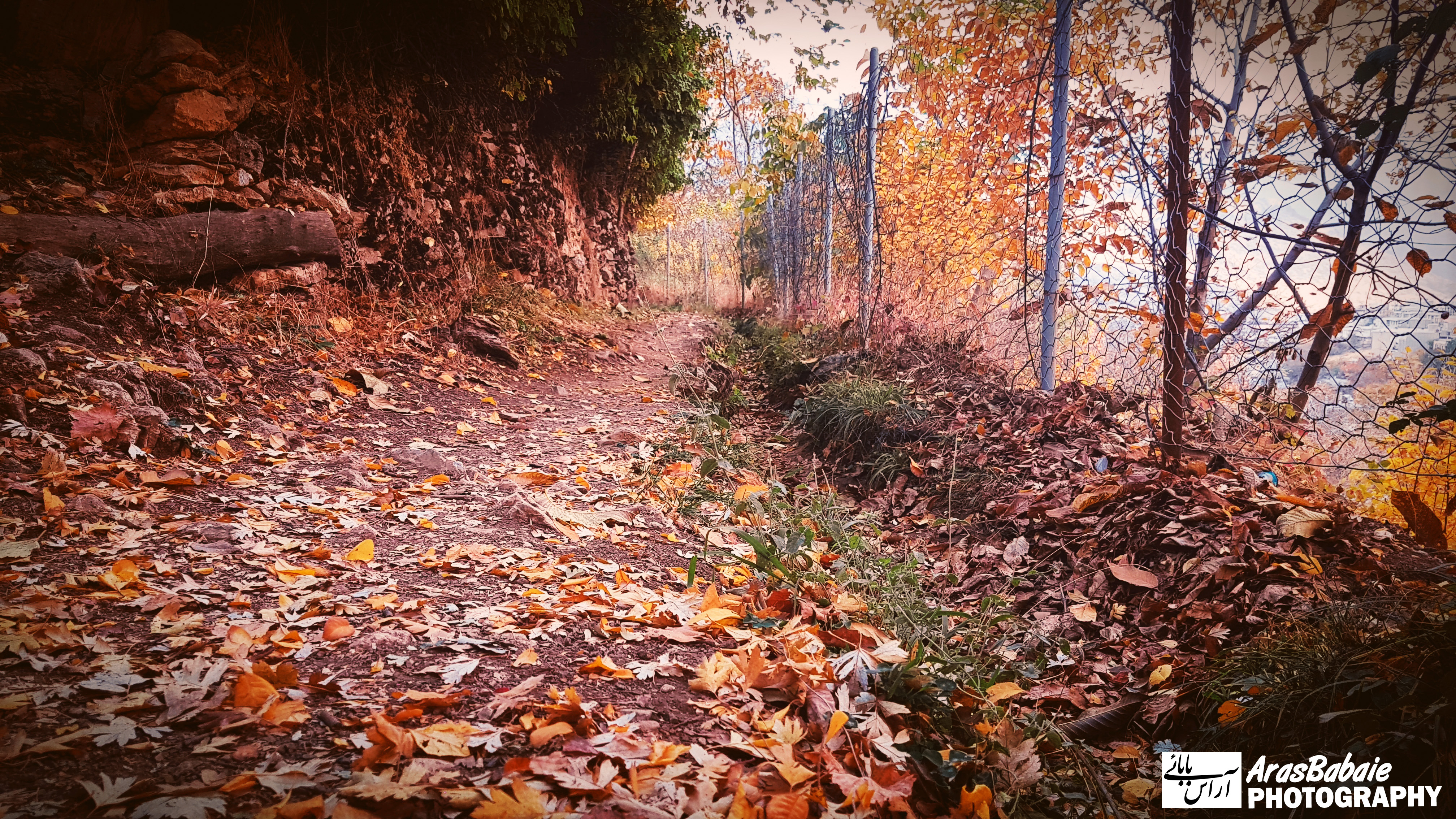
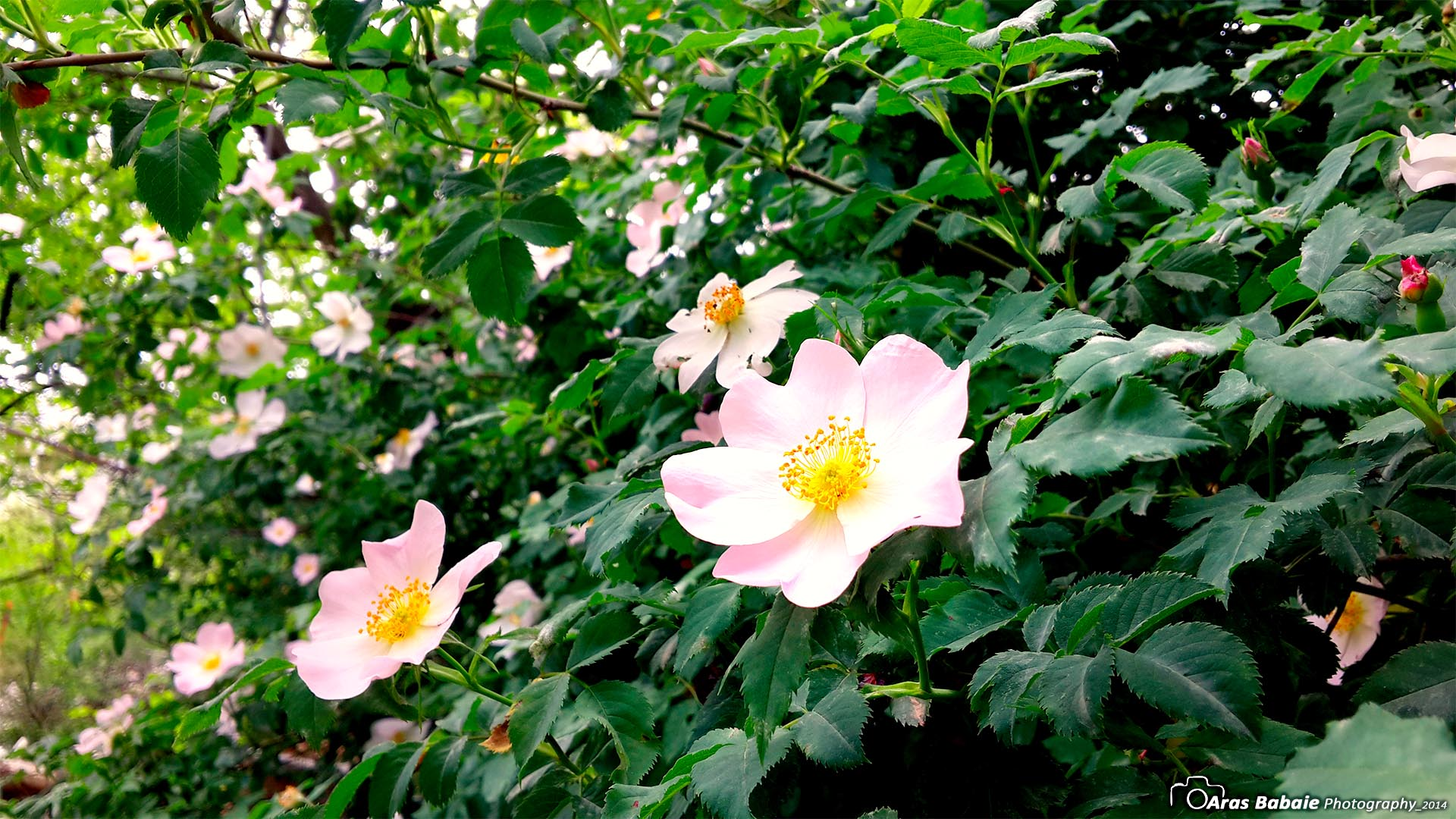
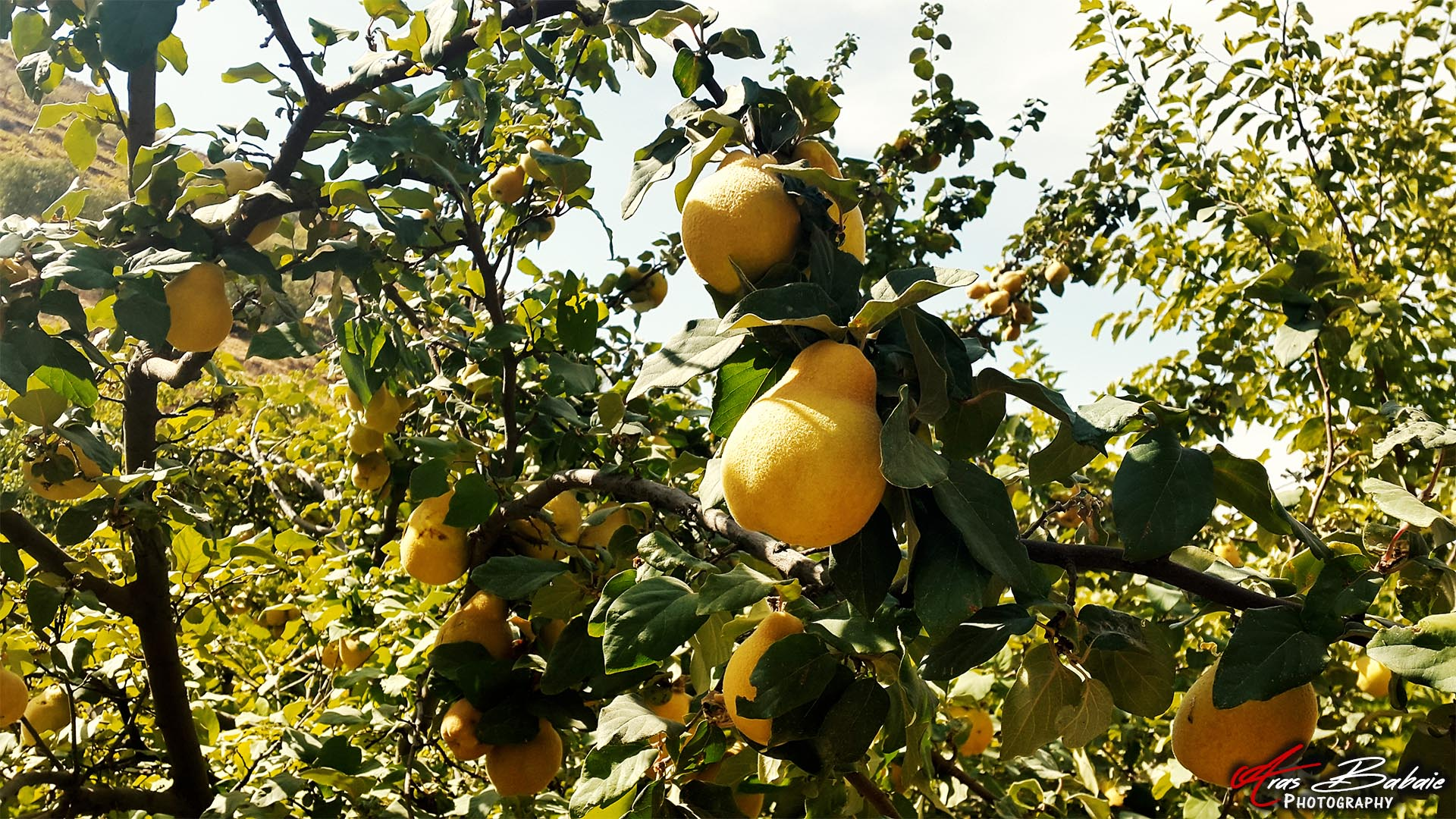
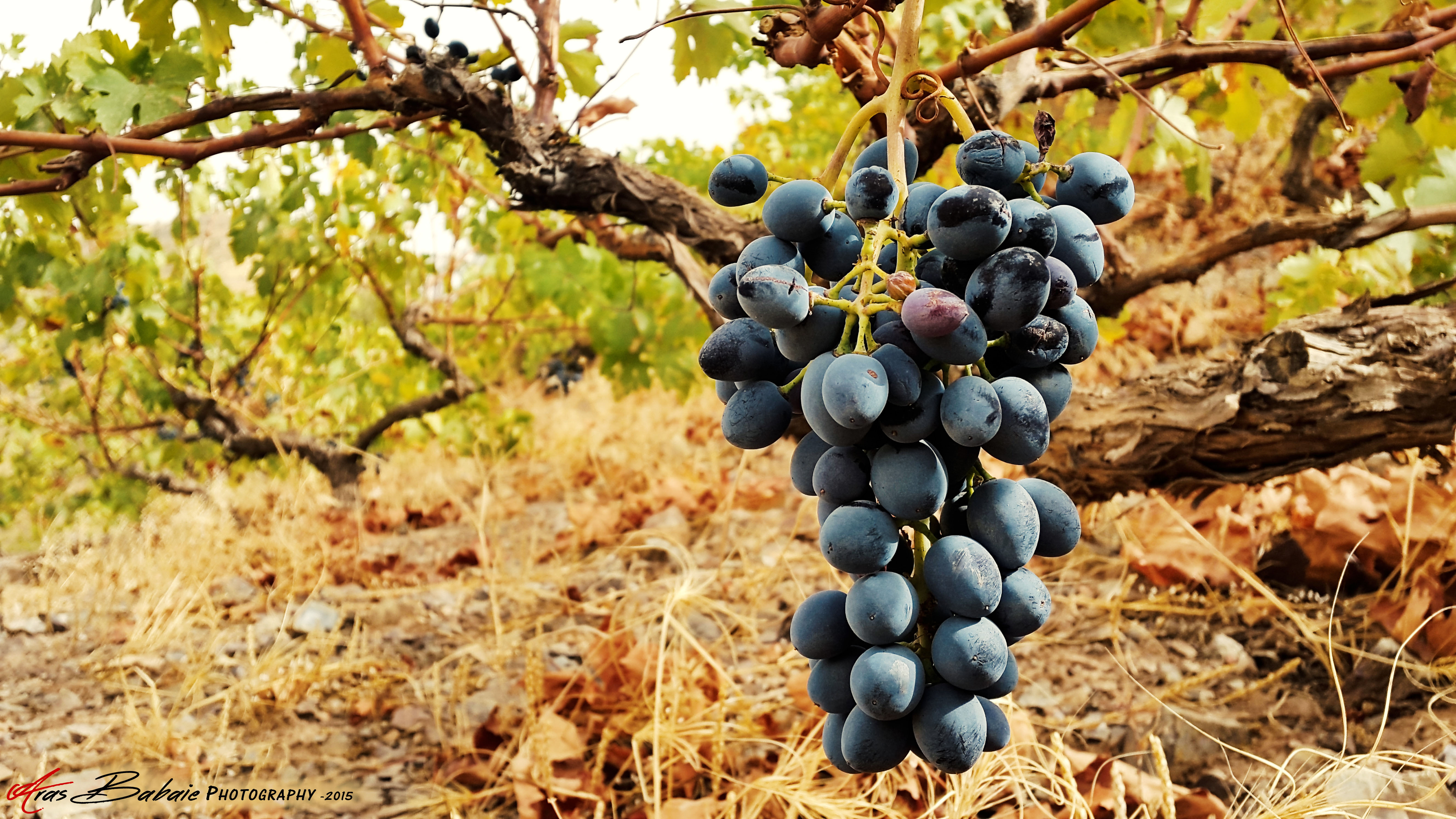
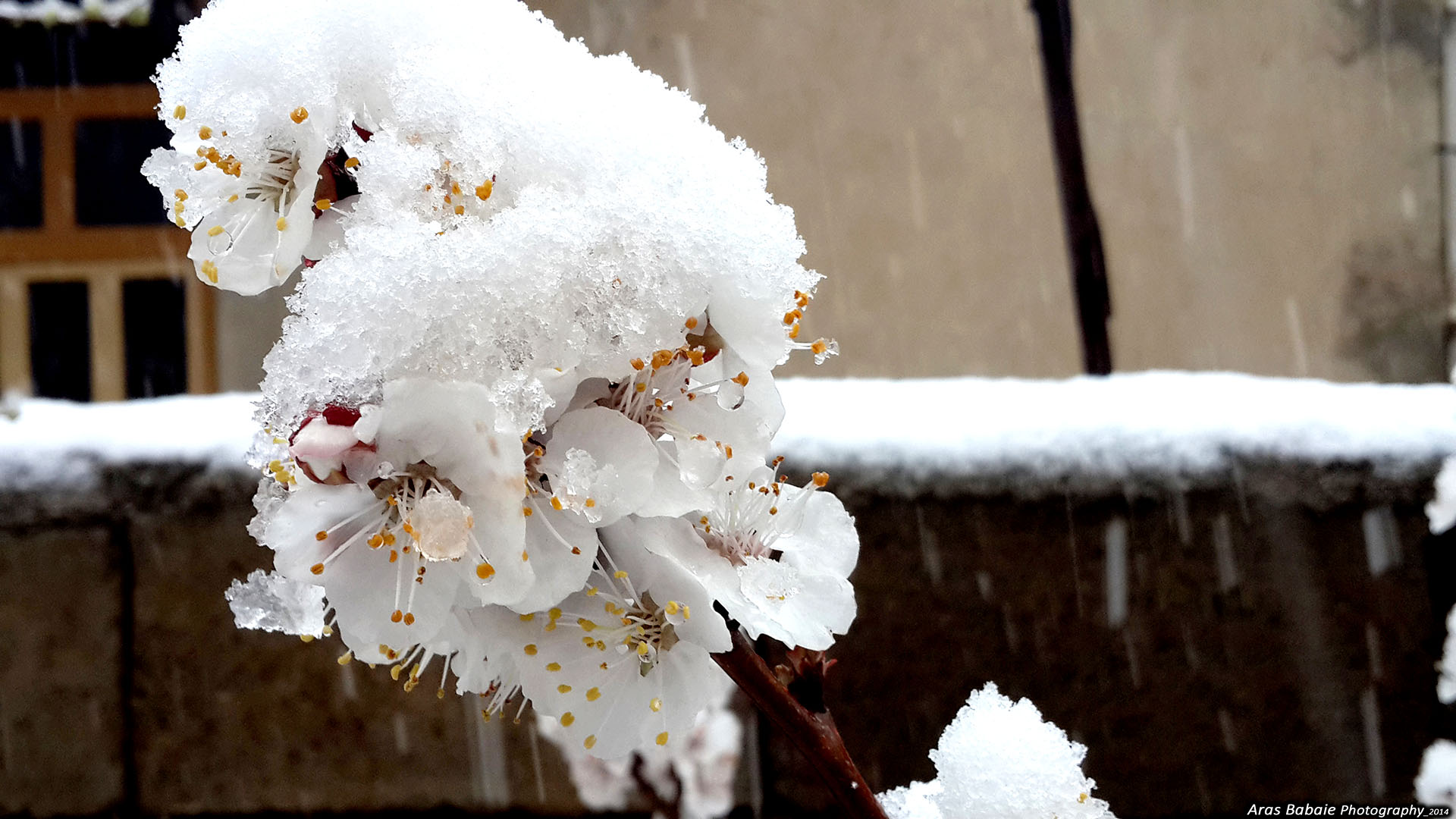
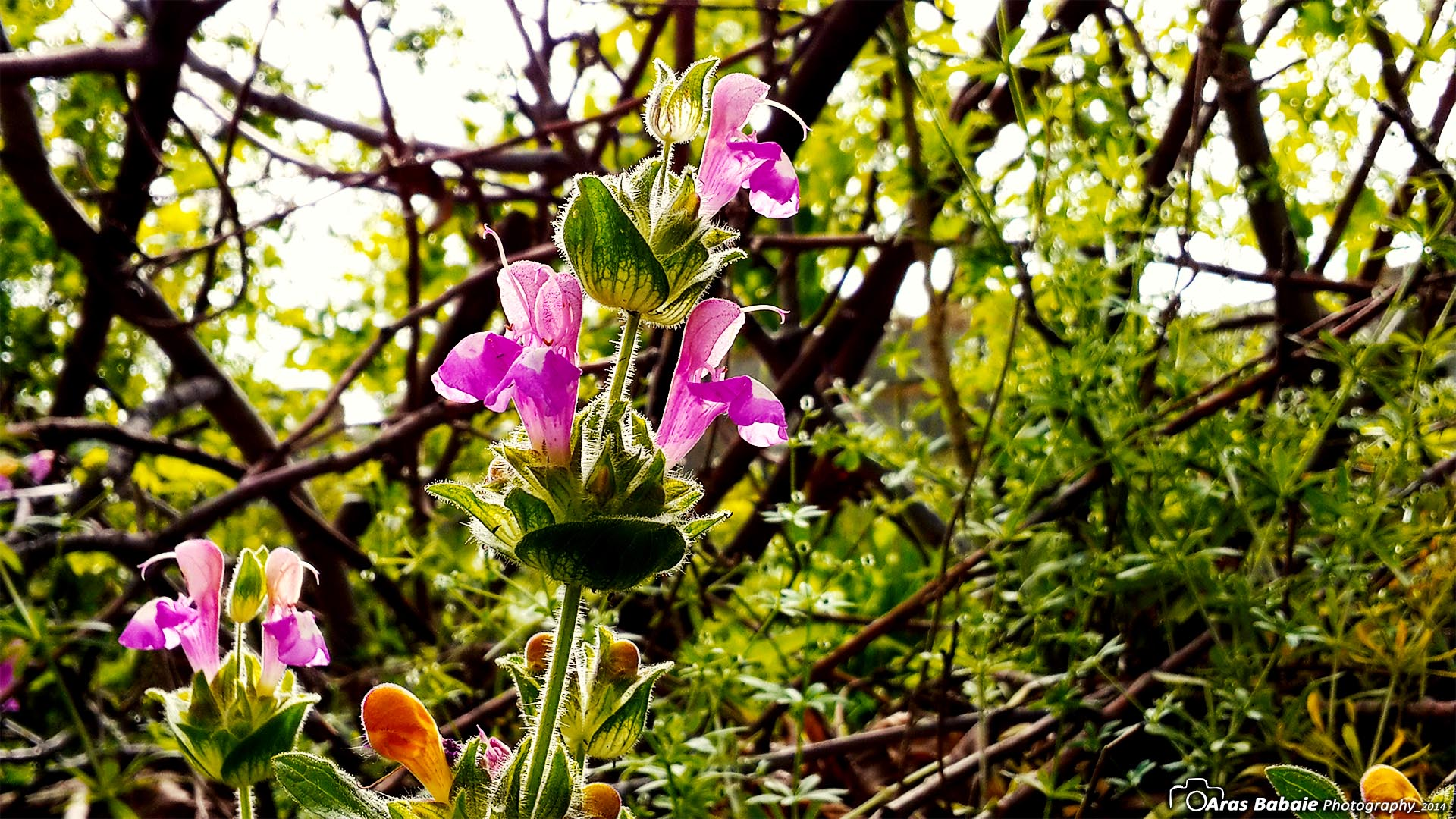
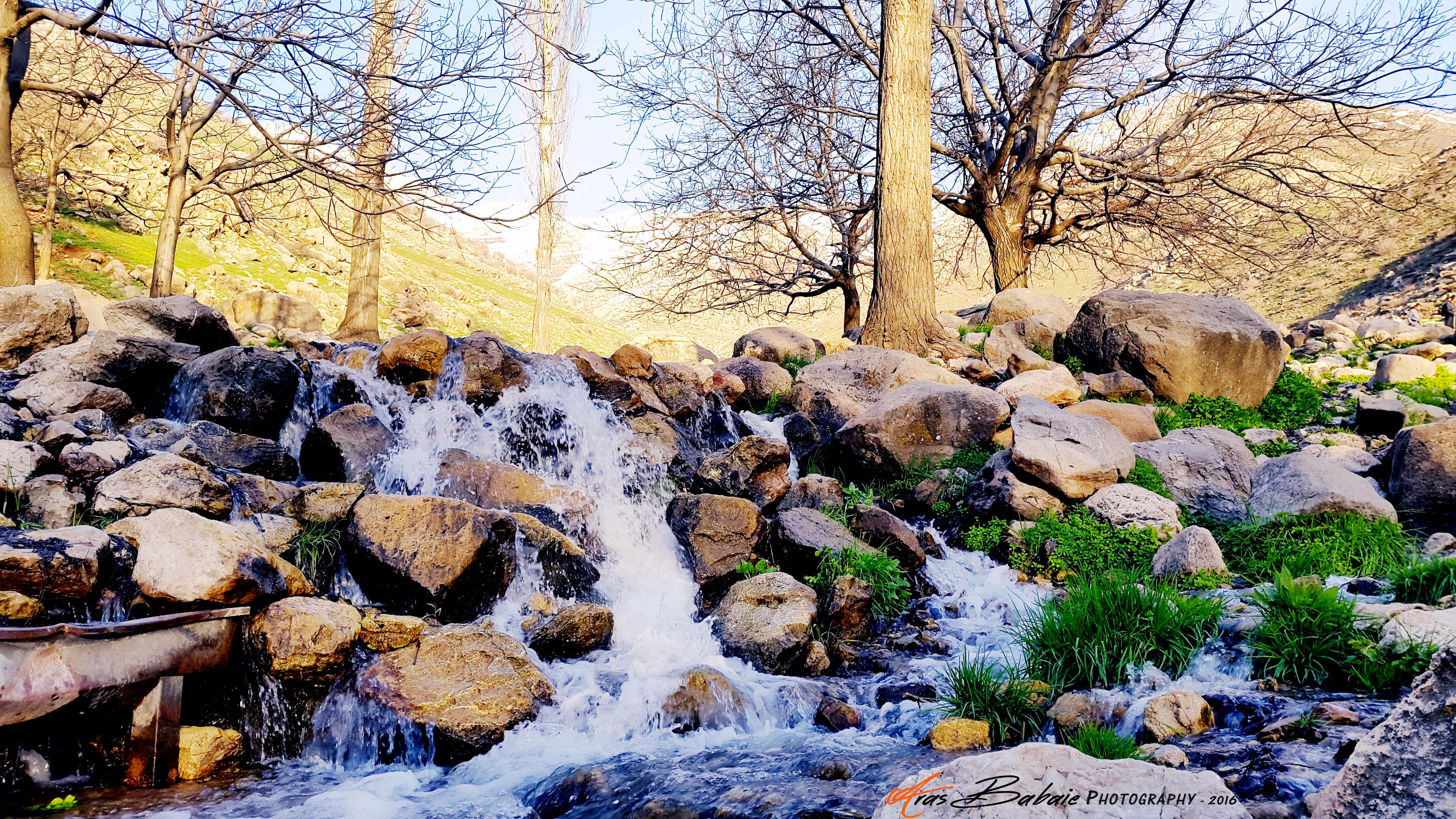
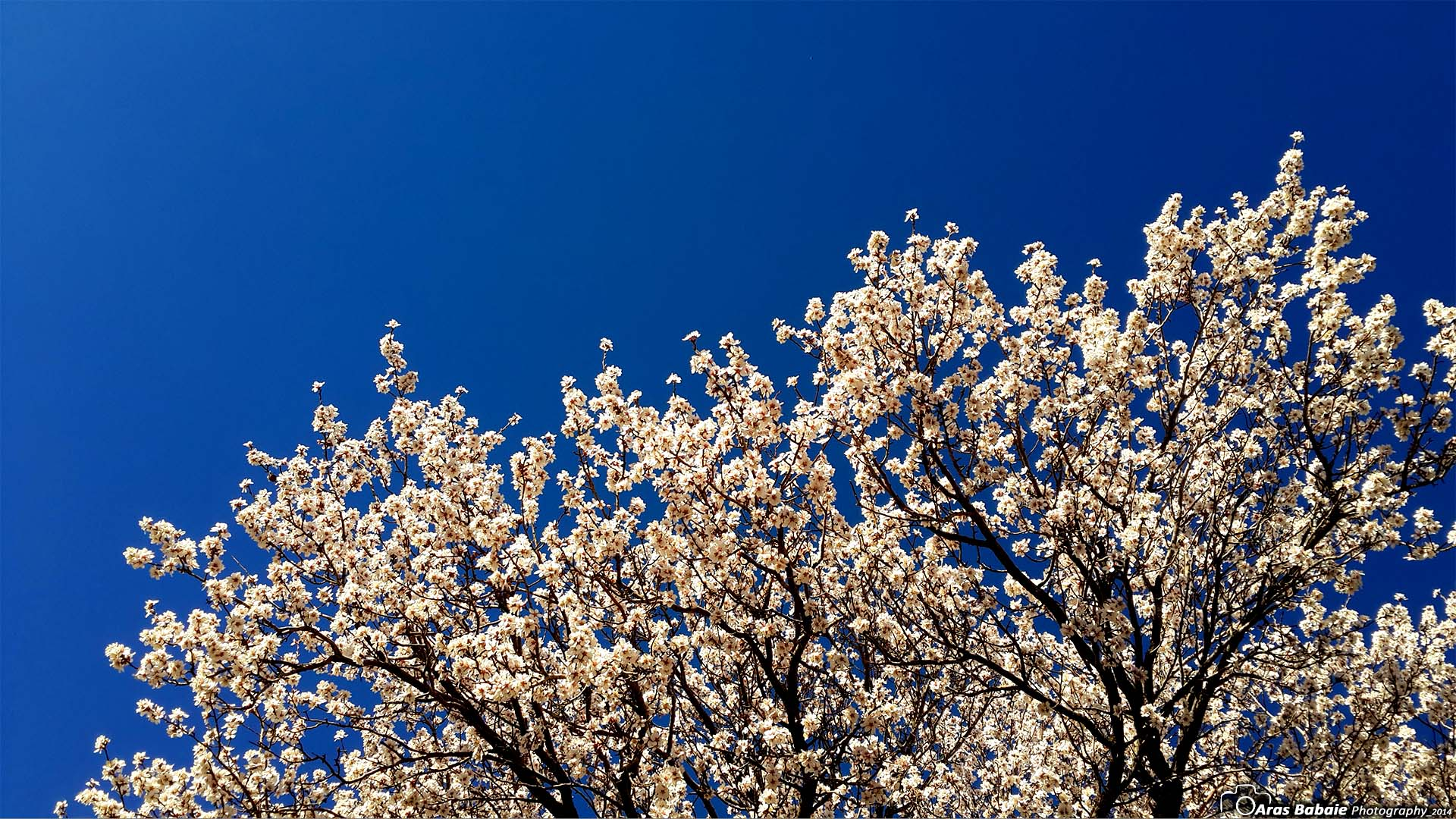
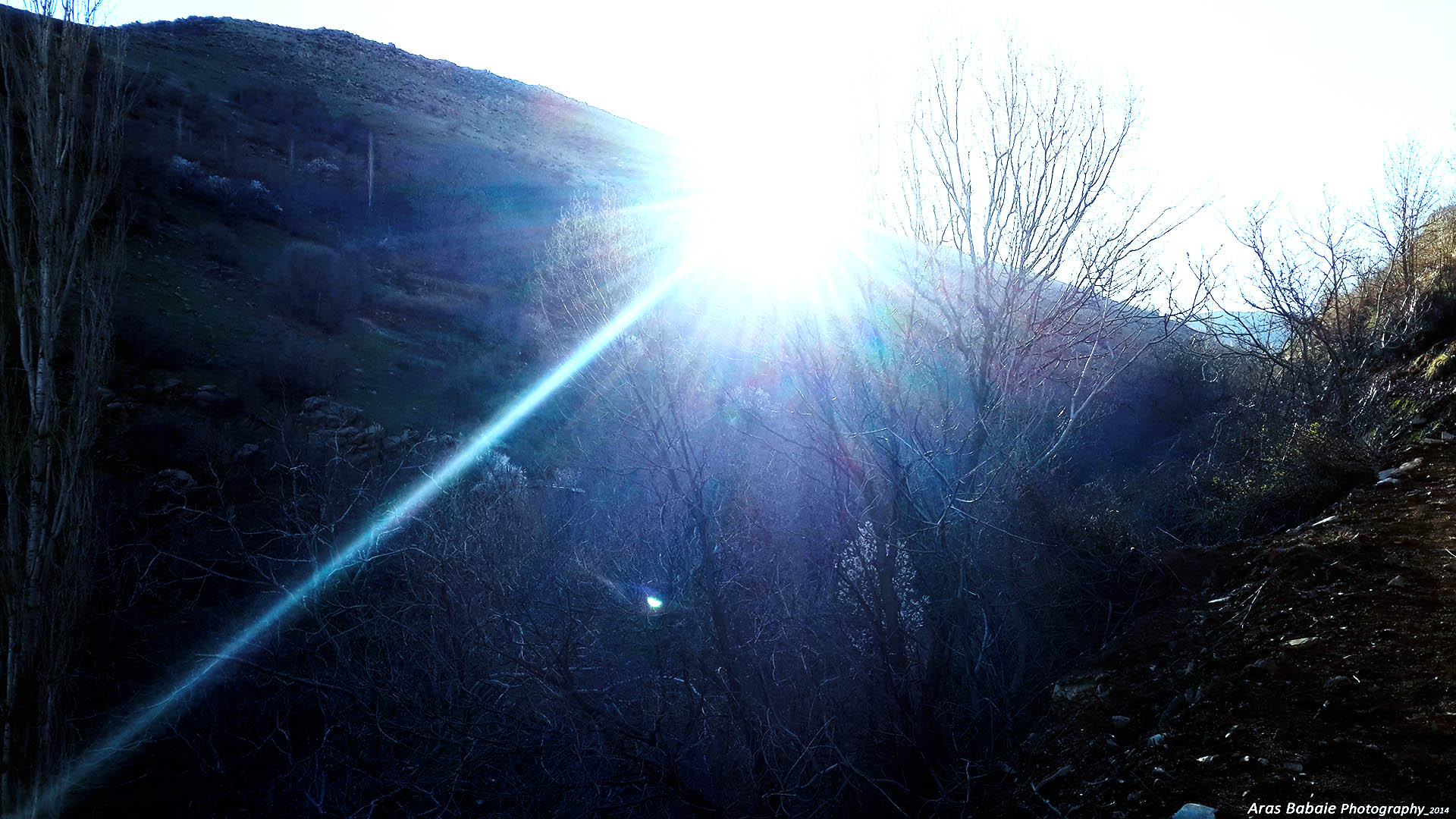
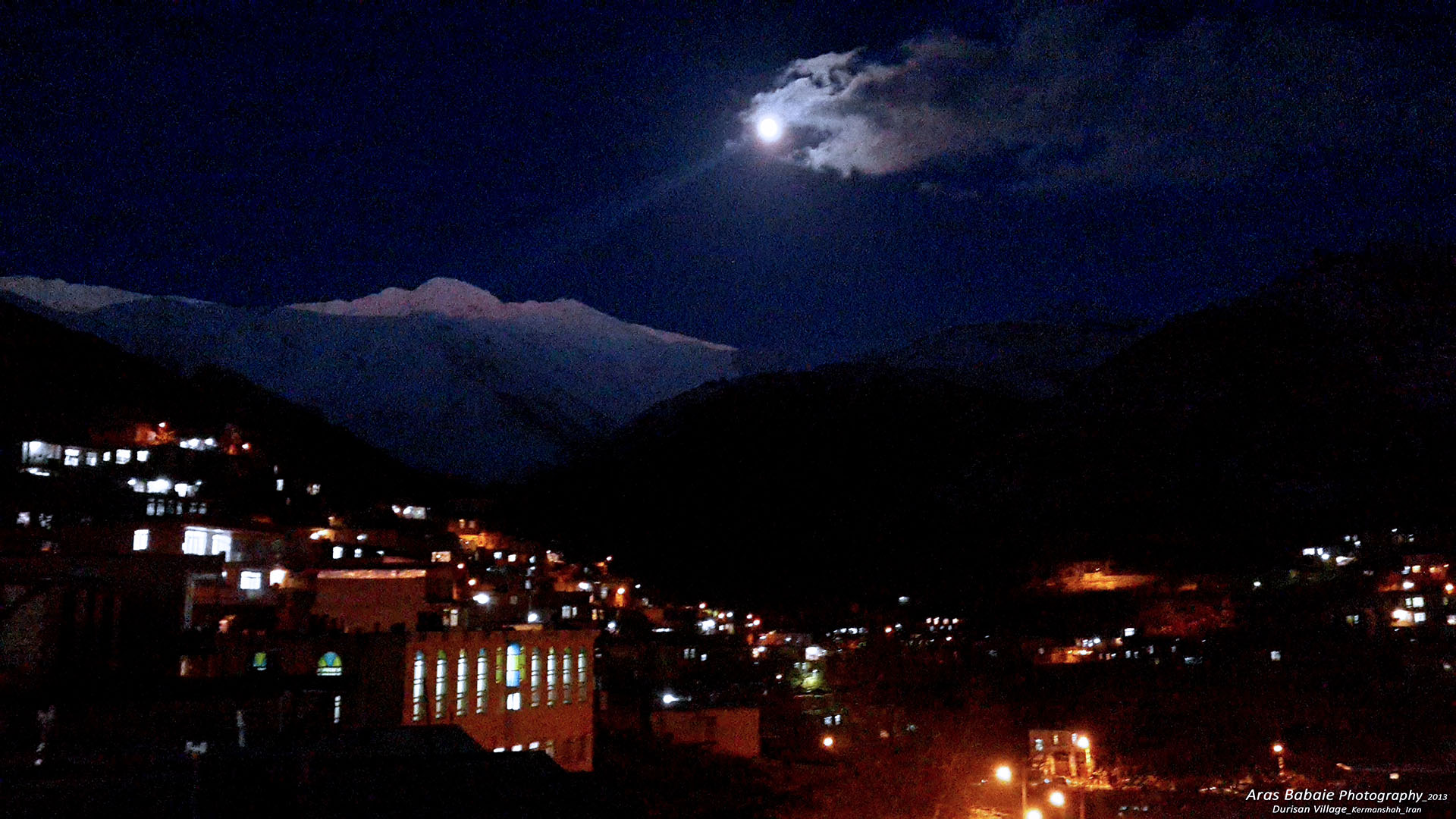
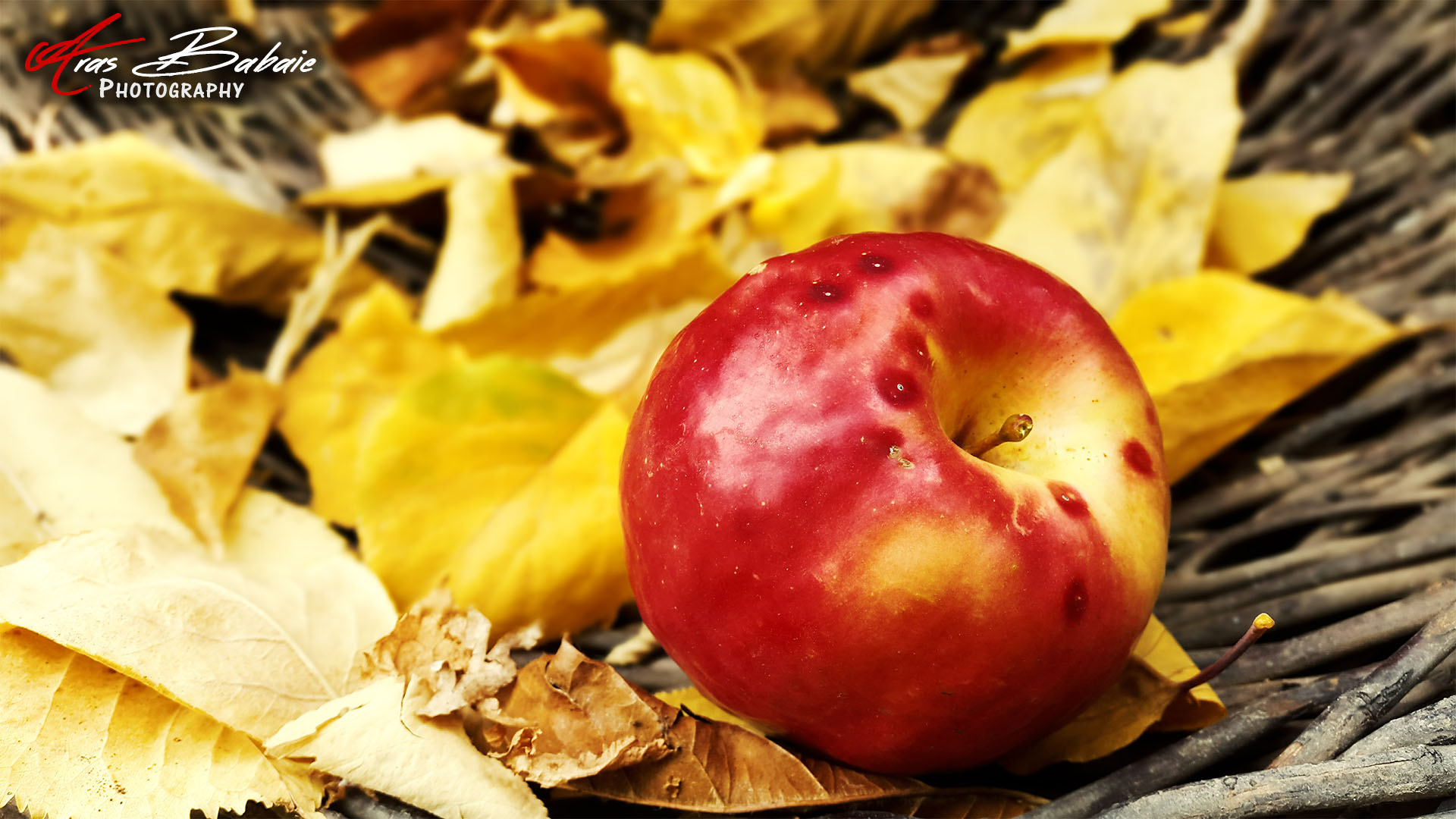
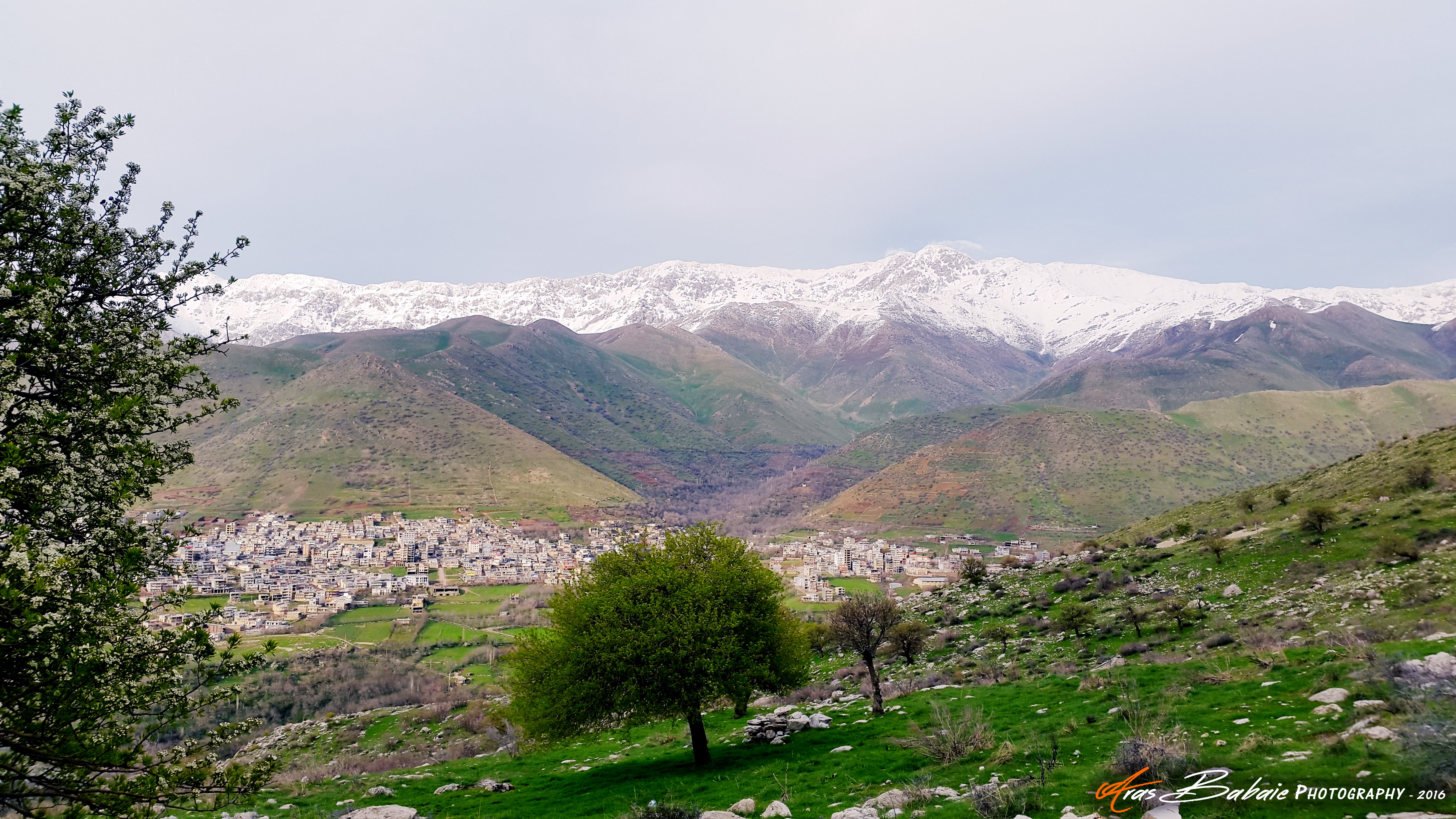
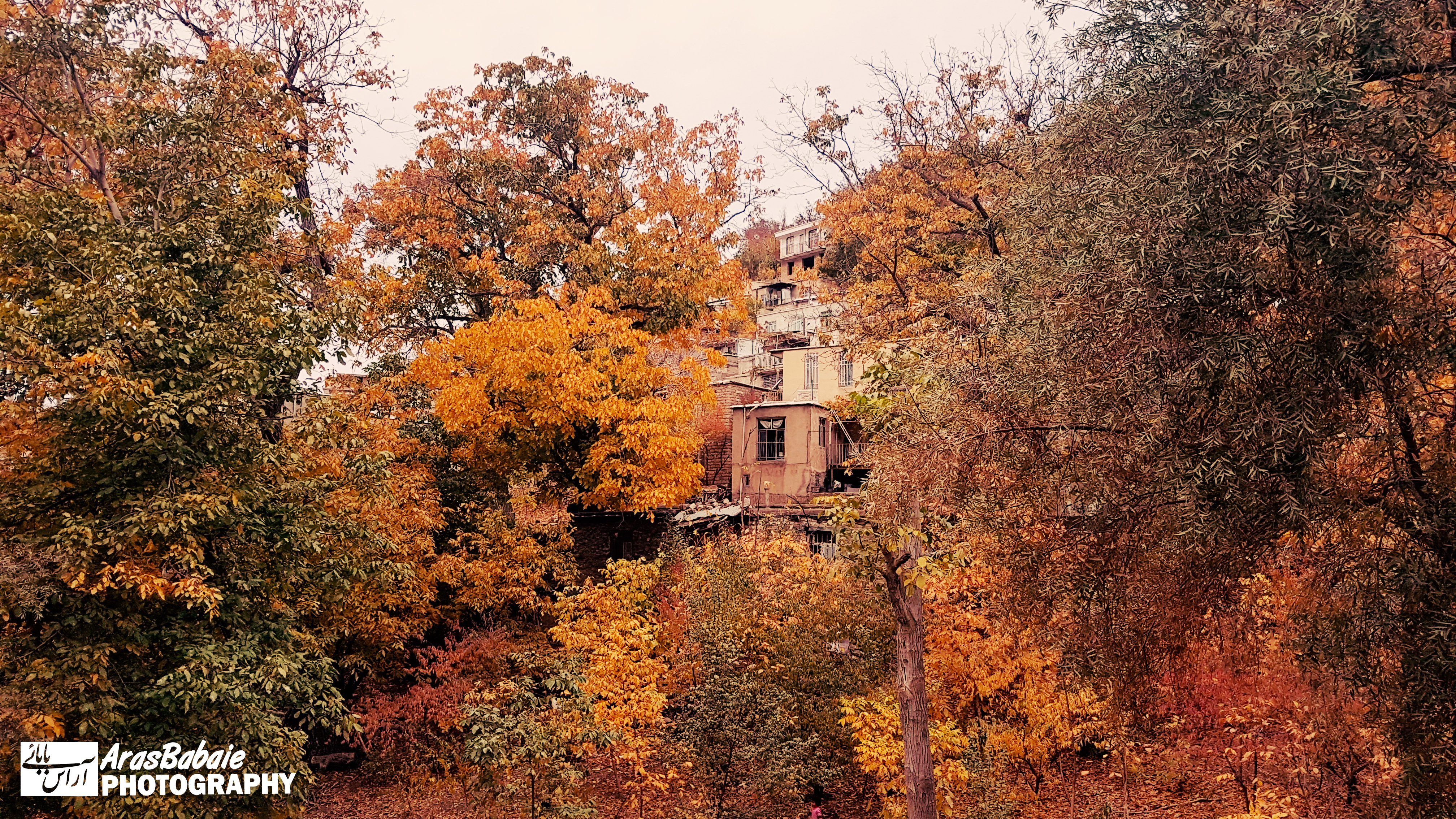
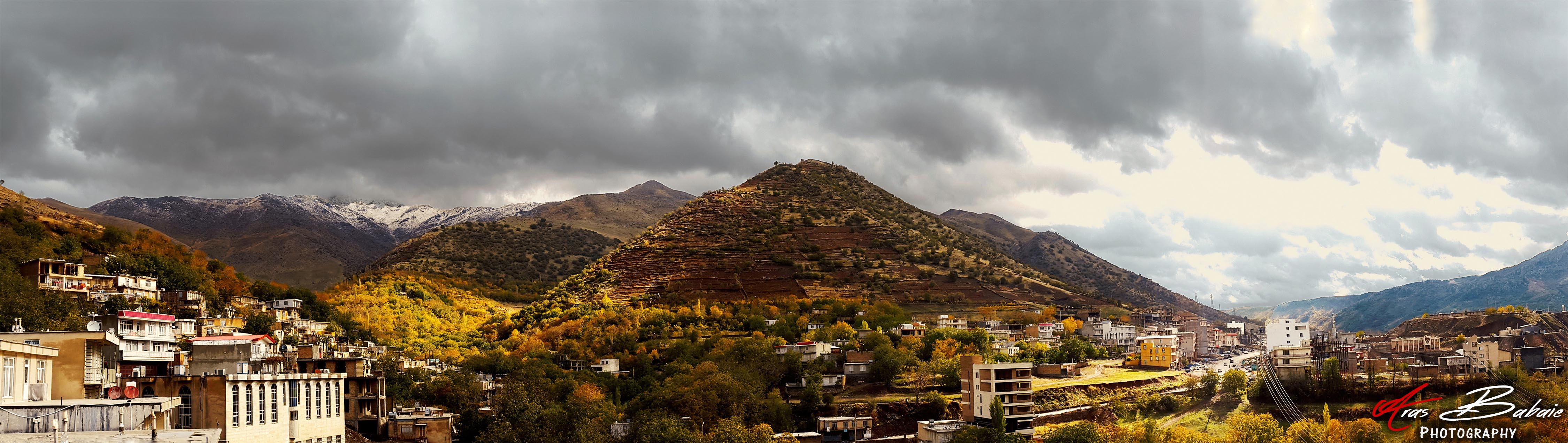
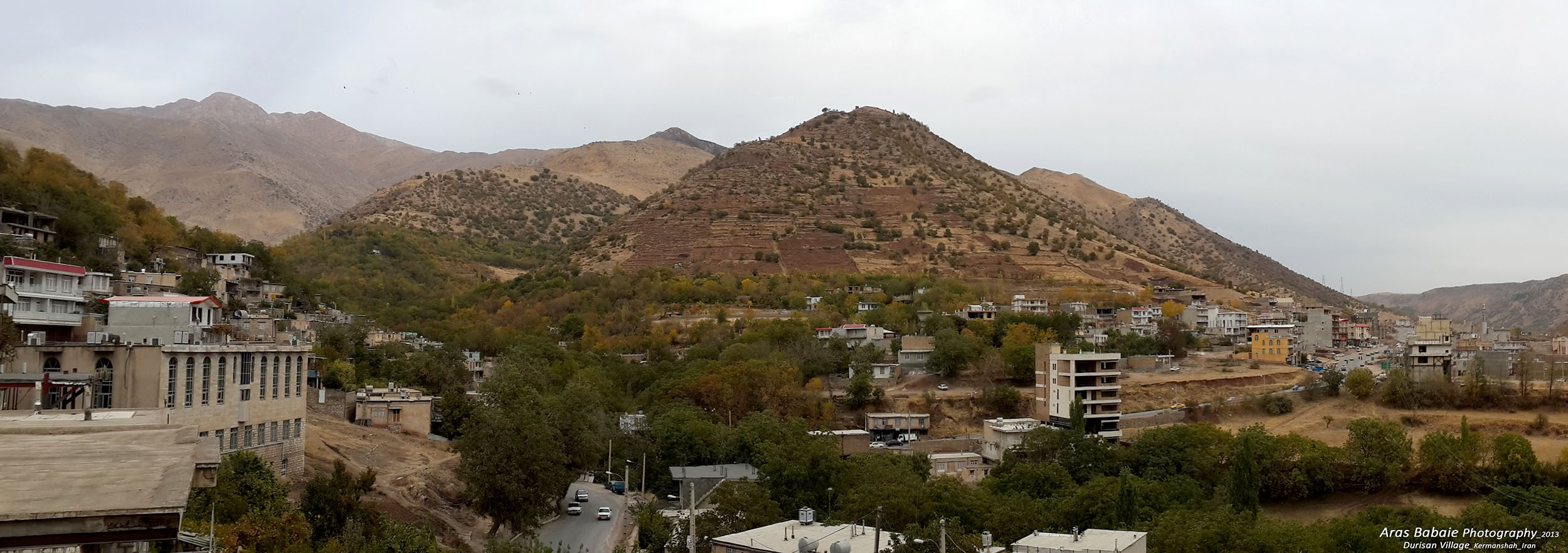
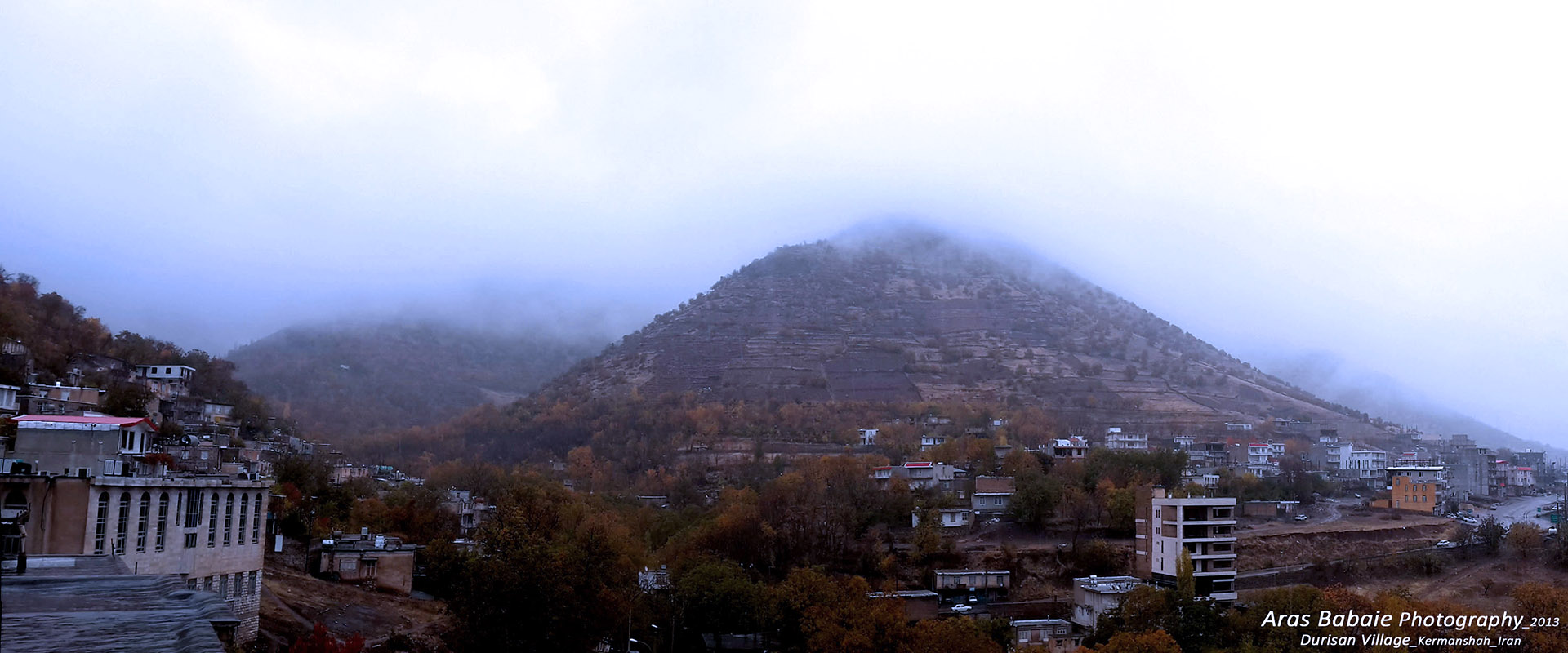
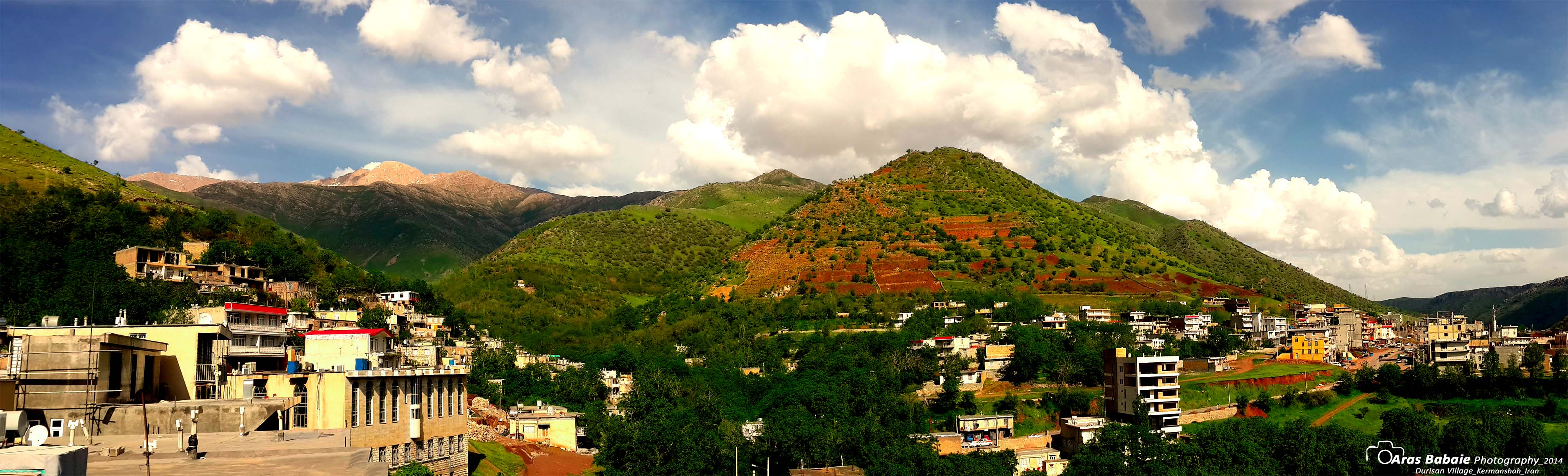
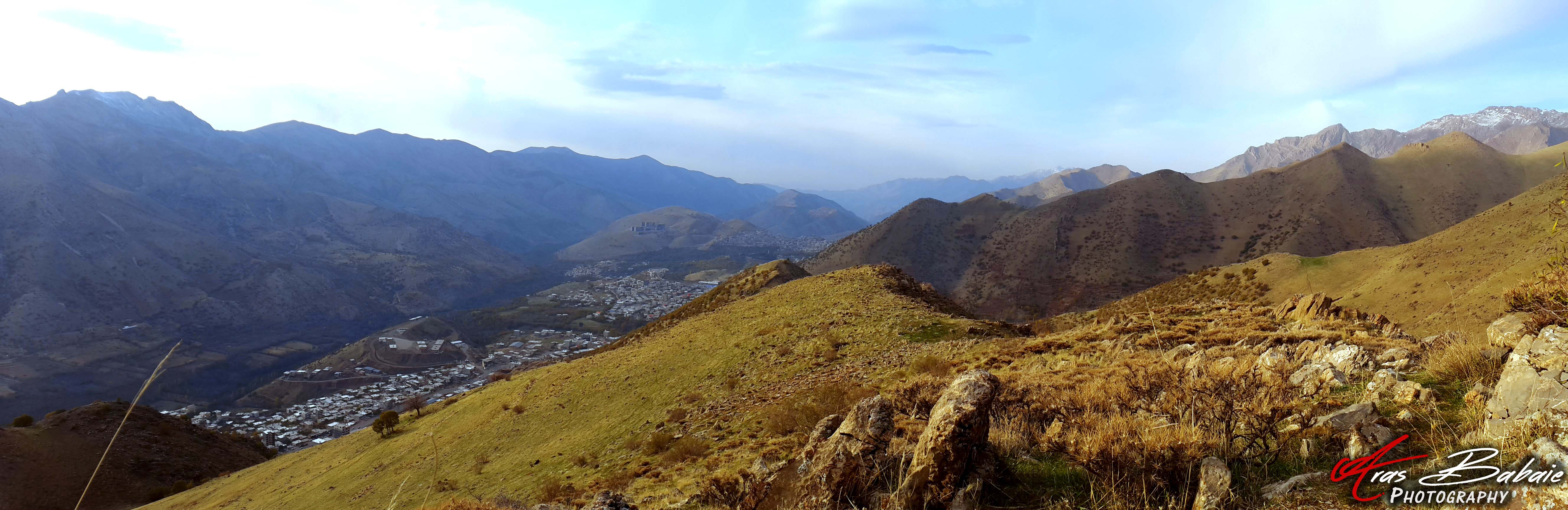